# Gandalf
Gandalf (tudi Mithrandir v vilinščini, Tharkûn pri škratih, Incánus na jugu, Olórin v Amanu, Beli jezdec po ponovnem rojstvu) je oseba iz Tolkienove mitologije. Gandalf je maja, v Srednji svet ga je poslal vala Manwë. Gandalf je eden izmed istarjev (modrih).
Bil je vodja bratovščine prstana, dokler ni v Morii padel v prepad skupaj z balrogom. Tega je premagal ter ob tem izgubil življenje, a je bil poslan nazaj, da izpolni svojo nalogo. Vrnil se je kot Gandalf Beli. Zaradi podobnosti so ga nekajkrat zamenjali z Sarumanom. Kasneje je Gandalf Sarumanu prelomil palico - s tem ga je oropal čarobne moči ter ga zamenjal na mestu vodje istarjev - in mu vzel palantir.